# Hauptmann (Offizier)

Ein Hauptmann der deutschen Bundeswehr

Der Dienstgrad Hauptmann ist ein Offiziersrang in der Bundeswehr, dem österreichischen Bundesheer, der Schweizer Armee sowie in zahlreichen weiteren heutigen und ehemaligen Streitkräften. In Österreich wird dieser Dienstgrad darüber hinaus auch in der Bundespolizei und der Justizwache verwendet; früher war er zudem ein Rang innerhalb der Feuerwehr. Vergleichbare Dienstgrade und Funktionen existieren in vielen weiteren Streitkräften und zivilen Organisationen weltweit.

## Begriff und Geschichte
In den Heerhaufen des ausgehenden Mittelalters und der frühen Neuzeit war der Feldhauptmann der Anführer (das Haupt), der von den Männern des Verbandes gewählt wurde oder aber als Militärunternehmer die Truppe selber aufgestellt hatte. Die Größe des Verbandes konnte stark variieren. Die Hauptleute wurden auf Latein capitaneus („Anführer“, abgeleitet von caput, „Haupt“) genannt, wovon die noch heute in den romanischen, slawischen und englischen Sprachräumen bei den Landstreitkräften gebräuchliche Dienstgradbezeichnung Kapitän oder Captain herrührt.
Im 17. und 18. Jahrhundert wurde die Verwendung der französischen Bezeichnung Capitaine auch im deutschen Sprachraum gebräuchlich, da die französische Sprache zu dieser Zeit Verkehrssprache in militärischen Kreisen Europas war und das französische Heerwesen hohes Ansehen genoss.
Als Stabskapitän bezeichnete man in damaligen Armeen einen Offizier, der im Rahmen der Kompaniewirtschaft ohne eigene Kompanie und als Stellvertreter eines Kompanieinhabers fungierte. Gewöhnlich wurden die Kompanien der drei Stabsoffiziere eines Regiments (Major, Oberstleutnant, Oberst), die durch andere Aufgaben von der unmittelbaren Führung ihrer Kompanie abgehalten waren, von Stabskapitänen kommandiert. Sie rangierten vor den Leutnanten, jedoch hinter den „wirklichen“ Hauptleuten und bezogen auch weniger Sold als diese. Daraus entwickelte sich die bei einigen deutschen Armeen (wie in z. B. Bayern) und in Österreich-Ungarn die im 19. Jahrhundert gebräuchliche Abstufung der Hauptleute (z. B. Kapitän/Kapitänleutnant oder Hauptmann/Kapitän „1. und 2. Classe“). Mit der Wiedereinführung des Dienstgrads Stabshauptmann 1993 in Deutschland wurde diese Zweiteilung des Hauptmannsranges wiederbelebt und dient zur Besoldung und Unterscheidung von Kompanien in Verbänden und mit Fachdienstoffizieren der Truppengattung von selbständigen Kompanien.
Die weibliche Form, Hauptfrau, wird in der Bundeswehr ausdrücklich nicht verwendet. Die korrekte Anrede lautet „Frau Hauptmann“.

## Bundeswehr
Der Dienstgrad Hauptmann wurde durch den Bundespräsidenten mit der Anordnung des Bundespräsidenten über die Dienstgradbezeichnungen und die Uniform der Soldaten auf Grundlage des Soldatengesetzes festgesetzt.

### Befehlsgewalt und Dienststellungen
In der Bundeswehr ist der Hauptmann ein Dienstgrad der Offiziere, der gemäß der zentralen Dienstvorschrift (ZDv) A-1420/24 „Dienstgrade und Dienstgradgruppen“ zur Dienstgradgruppe der Hauptleute zählt. Aufgrund der Zugehörigkeit zur Dienstgradgruppe der Hauptleute können Soldaten im Dienstgrad Hauptmann auf Grundlage des § 4 („Vorgesetztenverhältnis auf Grund des Dienstgrades“) der Vorgesetztenverordnung innerhalb der dort gesetzten Grenzen Soldaten der Dienstgradgruppen Mannschaften, Unteroffizieren ohne und mit Portepee und Leutnanten Befehle erteilen.
Hauptleute in den Laufbahnen des Truppendienstes werden in der Truppe häufig als militärische Führer in den Verbänden ihrer Truppengattung eingesetzt. Typisch ist die Dienststellung eines Kompaniechefs, aber auch als Zugführer I. Zug, Kompanieeinsatzoffizier, stellvertretender Einheitsführer oder Luftfahrzeugführer. Auf Stabsdienstposten werden erfahrene Hauptleute auch in Stäben der Verbände ab Stufe Bataillon, an Truppenschulen, in Kommandobehörden als Sachgebietsbearbeiter oder im Ministerium eingesetzt. Dort unterstützen sie häufig Stabsoffiziere beispielsweise bei der Personal- und Materialplanung, der Strategieentwicklung, Einsatzplanung oder im Militärischen Nachrichtenwesen. Einige wenige, besonders qualifizierte und erfahrene Hauptleute dienen bereits auf einem Dienstposten einen Offizier im Generalstabsdienst. Berufssoldaten im Truppendienst werden im Dienstgrad Hauptmann in verschiedenen Lehrgängen für ihre Tätigkeit als Stabsoffizier geschult. Zu nennen sind besonders der obligatorische Basislehrgang Stabsoffizier an der Führungsakademie der Bundeswehr und der dort ebenfalls für besonders herausragende Hauptleute durchgeführte Lehrgang Generalstabsdienst/Admiralstabsdienst.
Offiziere des militärfachlichen Dienstes führen in Dienststellen wie (höhere) Kommandobehörden, in Ämtern oder in Wehrtechnischen Dienststellen meist Fachabteilungen oder Fachunterabteilungen, die sich mit Fachfragen der Rüstung-, Logistik- und Personalplanung, der Materialerprobung, der Materialerhaltung oder der Flugsicherung befassen. Im Ministerium werden sie als Sachbearbeiter eingesetzt. Militärmusikoffiziere im Dienstgrad Hauptmann dienen meist als zweiter Musikoffizier und stellvertretender Chef bei einem der Musikkorps der Bundeswehr. Aufgrund dieser und ähnlicher Dienststellungen können Soldaten im Dienstgrad Hauptmann in den in der Vorgesetztenverordnung aufgezählten Fällen allen dienstlich oder fachlich unterstellten Soldaten Befehle erteilen. Kompaniechefs sind als Einheitsführer Disziplinarvorgesetzter der ihnen truppendienstlich unterstellten Soldaten gemäß Wehrdisziplinarordnung.

### Ernennung, Besoldung und Altersgrenze
Maßgebliche gesetzliche Grundlagen für die Ernennung zum Hauptmann trifft die Soldatenlaufbahnverordnung (SLV) und ergänzend die Zentrale Dienstvorschrift (ZDv) A-1420/7. Zum Dienstgrad Hauptmann können Soldaten auf Zeit, Berufssoldaten und beorderte Reservisten ernannt werden. Voraussetzung ist die Zugehörigkeit zur Laufbahngruppe der Offiziere. Der Dienstgrad kann frühestens fünf Jahre (für Fliegendes Personal, Personal, das im KSK für besondere Einsätze verwendet wird, und Kampfschwimmer nach viereinhalb Jahren) nach Ernennung zum Leutnant erreicht werden. War der Einstellungsdienstgrad Oberleutnant, so können Soldaten nach viereinhalb Jahren im Dienstgrad Oberleutnant befördert werden. Eine Einstellung mit dem Dienstgrad Hauptmann ist mit einer der Verwendung entsprechenden Qualifikation ebenfalls möglich. Voraussetzung für die Beförderung von Militärmusikoffizieranwärtern zum Hauptmann ist das Kapellmeisterexamen.
Hauptmann ist – neben Stabsunteroffizier/Obermaat, Oberstleutnant/Fregattenkapitän und Oberst/Kapitän zur See – ein Dienstgrad, dem zwei Besoldungsgruppen zugeordnet sind. Im Dienstverhältnis eines Soldaten auf Zeit oder Berufssoldaten erhält er eine Besoldung nach Besoldungsgruppe A 11 oder 12 der Bundesbesoldungsordnung A. Ein Reservistendienst Leistender erhält stattdessen Leistungen nach dem Unterhaltssicherungsgesetz (USG).
Die besondere Altersgrenze für Soldaten im Dienstgrad Hauptmann ist die Vollendung des 56. Lebensjahres (§ 45 Abs. 2 Nr. 4 SG). Diese tritt erstmals 2024 in Kraft. Zuvor wurde sie vom 54. Lebensjahr ausgehend schrittweise erhöht (§ 96 SG).

### Dienstgradabzeichen
Das Dienstgradabzeichen für Hauptleute zeigt drei Sterne als Schulterabzeichen.

### Äquivalente, nach- und übergeordnete Dienstgrade
Den Dienstgrad Hauptmann führen nur Heeres- und Luftwaffenuniformträger. Marineuniformträger (außer Sanitätsoffiziere) derselben Rangstufe führen den Dienstgrad Kapitänleutnant. Die ranggleichen Sanitätsoffizierdienstgrade sind die nach Approbationsrichtung unterschiedlich lautenden Dienstgrade Stabsarzt, Stabsapotheker und Stabsveterinär. In den Streitkräften der NATO ist der Hauptmann zu allen Dienstgraden mit dem NATO-Rangcode OF-2 äquivalent.
Der Hauptmann ist gemäß ZDv A-1420/7 eine Rangstufe über dem rangniedrigeren Oberleutnant bzw. Oberleutnant zur See und unter dem ranghöheren Stabshauptmann bzw. Stabskapitänleutnant eingeordnet (erste Dienstgradbezeichnung jeweils für Heeres- und Luftwaffenuniformträger; zweite Dienstgradbezeichnung für Marineuniformträger). Dagegen ist in der nach der Soldatenlaufbahnverordnung und ZDv A-1420/7 regelmäßig zu durchlaufenden Beförderungsreihenfolge der dem Hauptmann für Militärmusikoffiziere vorangehende Dienstgrad in der Regel der Leutnant und der für alle Hauptleute (außer für Offizier des militärfachlichen Dienstes) nachfolgende Dienstgrad der Major.
| Offizierdienstgrad |                                                                   |                                     |
| Niedrigerer Dienstgrad |                                                                   | Höherer Dienstgrad                  |
| Oberleutnant Oberleutnant zur See                                                                                               | Hauptmann Kapitänleutnant Stabsarzt Stabsapotheker Stabsveterinär | Stabshauptmann Stabskapitänleutnant |
| Dienstgradgruppe: Mannschaften – Unteroffiziere o.P. – Unteroffiziere m.P. – Leutnante – Hauptleute – Stabsoffiziere – Generale |                                                                   |                                     |

### Verwendung als Sammelbezeichnung
Die Dienstgrade Hauptmann, Kapitänleutnant, Stabsarzt, Stabsapotheker, Stabskapitänleutnant und Stabshauptmann bilden gemäß ZDv 14/5 die als Hauptleute bezeichnete Dienstgradgruppe. Folglich ist „Hauptleute“ eine offizielle Sammelbezeichnung für diese Dienstgrade. Manchmal bezeichnet „Hauptleute“ je nach Kontext auch nur mehrere Soldaten im Dienstgrad Hauptmann. Selten bezeichnet „Hauptleute“ informell in Abgrenzung zu den inhomogen bezeichneten anderen Dienstgraden der Dienstgradgruppe nur die ähnlichlautenden Dienstgrade Hauptmann und Stabshauptmann. Die nach Duden mögliche, aber auch im zivilen Sprachgebrauch seltene, Pluralform „Hauptmänner“ wird im militärischen Sprachgebrauch der Bundeswehr selten gebraucht und auch dann meist nur für mehrere Soldaten im Dienstgrad Hauptmann und nicht für die offiziell anderslautende Dienstgradgruppe.

## Bundesheer und Wachkörper
Auch bei der österreichischen Polizei und dem Bundesheer gibt es den Dienstgrad Hauptmann als Verwendungsbezeichnung. Der Träger des Dienstgrades Hauptmann hält in der Regel die Funktion eines Kompanie-Kommandanten oder eines Mitglieds des Stabes eines kleinen oder großen Verbandes (Bataillon oder Regiment). Akademiker des gehobenen Dienstes im Auslandseinsatz auch ohne Offiziersausbildung erhalten in der Regel ebenfalls die Verwendungsbezeichnung Hauptmann. In Österreich bestand der Dienstgrad Rittmeister, der in Deutschland nach dem Zweiten Weltkrieg nicht erneut auflebte, noch bis 1978 fort.
Außerdem wird die Bezeichnung Hauptmann für Beamte des Wachkörpers Bundespolizei und der Justizwache verwendet, die nach militärischem Muster organisiert sind. Die Führung des Dienstgrades ist, wie bei allen Dienstgraden der Exekutive, in weiblicher Form möglich.
Bei den Freiwilligen Feuerwehren hatten bis zur Verwendung der heutigen Dienstgrade die Kommandanten einer Feuerwehr den Dienstgrad eines Hauptmannes. Beim Roten Kreuz entspricht der Hauptmann dem Kolonnenkommandanten (KK).
| Niedrigerer Dienstgrad Oberleutnant                                                                                  | Dienstgrad Hauptmann | Höherer Dienstgrad Major |
| Einordnung: Rekruten – Chargen – Unteroffiziere – Offiziere Alle Dienstgrade auf einen Blick: Bundesheer-Dienstgrade |                      |                          |

## Schweizer Armee
In der Schweizer Armee ist ein Hauptmann (frz. capitaine, ital. capitano) entweder in der Funktion eines Kompaniekommandanten oder in einer Stabsfunktion eingesetzt (ab Stufe Bataillon und höher). In Auslandeinsätzen entspricht er dem NATO-Rangcode OF-2. Der Armeeseelsorger trägt auch den Grad eines Hauptmanns. Das Dienstgradabzeichen zeigt drei 3 mm breite Streifen.
| Niedrigerer Grad Oberleutnant | Offiziersgrad Hauptmann | Höherer Grad Major |
| Einordnung: Mannschaften – Unteroffiziere – Höhere Unteroffiziere – Subalternoffiziere – Hauptleute – Stabsoffiziere – Höhere Stabsoffiziere – Oberbefehlshaber der Armee Alle Grade auf einen Blick: Grade der Schweizer Armee |                         |                    |

## Brasilianische Streitkräfte
In Brasilien entspricht der Dienstgrad „Capitão“ dem Rang des Hauptmanns in Heer und Luftwaffe.
Dieser Rang steht über dem Primeiro Tenente (deutsch: Oberleutnant) und unter dem Major (deutsch: Major).
In der Marine ist das Äquivalent der Capitão Tenente (deutsch: Kapitänleutnant).
Dieser Rang steht über dem Primeiro Tenente (deutsch: Oberleutnant zur See) und unter dem Capitão de Corveta (deutsch: Korvettenkapitän).

## Streitkräfte und Behörden mit Sicherheitsaufgaben in den Vereinigten Staaten

Captain

In den US-Streitkräften, mit US Army, Air Force, Space Force und United States Marine Corps ist das Äquivalent des „Hauptmanns“ der Captain, die im Regelfall eine Kompanie führen oder in Stäben als Offizier eingesetzt sind. Er hat den NATO-Rangcode OF-2. Dieser ist nicht mit dem maritimen Captain (Kapitän zur See) der US Navy oder Coast Guard zu verwechseln, dessen Äquivalent im Heer der Colonel (Oberst) darstellt. Der entsprechende Dienstgrad in maritimen Teilstreitkräften ist der Kapitänleutnant, englisch Lieutenant.
Viele Behörden mit Sicherheitsaufgaben in den Vereinigten Staaten haben eine an das Militär angelehnte Dienstgradbezeichnungen, obwohl es sich um zivile Beschäftigte handelt. Captains in der Polizei und Feuerwehr führen entweder eine kleinere Polizei- oder Feuerwehrwache oder eine Abteilung in größeren Dienststellen. Das typische Dienstgradabzeichen eines Captains wird von anderen Behördenmitarbeitern unter anderer Bezeichnung getragen, um eine herausgehobene Dienststellung anzuzeigen. Zum Beispiel der Supervisory Border Patrol Agent der United States Border Patrol.

## Britische Streitkräfte und Polizei
In der British Army ist das Äquivalent des „Hauptmanns“ der Captain. Er hat den NATO-Rangcode OF-2. Dieser ist nicht mit dem maritimen Captain (Kapitän zur See) der Royal Navy oder dem Group Captain der Royal Air Force zu verwechseln, deren Army-Äquivalent der Colonel (Oberst) darstellt.
Der entsprechende Dienstgrad bei der Royal Air Force ist der Flight Lieutenant.
Bei der englischen Polizei werden Revierleiter oder vergleichbare Führungsränge der Kriminalpolizei häufig ebenfalls als „Captain“ bezeichnet. Dieser Rang ist in etwa mit einem deutschen Polizei-/Kriminalhauptkommissar oder einem Ersten Polizei-/Kriminalhauptkommissar vergleichbar.

## Sonstige aktuelle Streitkräfte
Die Päpstliche Schweizergarde kennt den Rang des Hauptmanns durch ihre enge Verbundenheit zur Schweizer Armee ebenfalls.
Mehrheitlich lautet die einem deutschen „Hauptmann“ entsprechende Dienstgradbezeichnung auch in anderen Sprachen wie im Englischen „Kapitän“, z. B.: frz. Capitaine, span. Capitán, ital. Capitano, port. Capitão, ndl. Kapitein, dän. Kaptajn, schwed. Kapten, norw. Kaptein, finn. Kapteeni, russ. und poln. Kapitan (Капитан).
In der türkischen Armee heißt der entsprechende Dienstgrad traditionell Yüzbaşı, eine Bezeichnung, die übersetzt so viel wie „Herr von Hundert“ oder „Hundertschaftsführer“ (analog dem römischen Centurio) bedeutet und dem deutschen Lesepublikum in der eindeutschenden Schreibweise Jüsbaschi aus verschiedenen Büchern Karl Mays bekannt ist.

## Nationale Volksarmee
Der Hauptmann war wie in anderen Armeen der dem Oberleutnant folgende nächsthöhere Offiziersrang, allerdings wurden im Unterschied zu den NATO-Streitkräften vier Offizierssterne auf seinem Schulterstück aufgebracht. Die Anordnung der Sterne entsprach der des heutigen Stabshauptmanns der Bundeswehr.
In Anlehnung an die sowjetischen Streitkräfte und die anderen Streitkräfte des Warschauer Pakts gab es in den Bewaffneten Organen der DDR den Rang eines Unterleutnants, dessen Dienstgradabzeichen mit einem Rangstern dem des Oberleutnants in den älteren deutschen Streitkräften entsprach.
In der Volksmarine war die zum Hauptmann äquivalente Rangbezeichnung Kapitänleutnant. Für Offiziere der NVA betrug die Regelstehzeit für die Beförderung vom Oberleutnant/Oberleutnant zur See (OF1) zum Hauptmann/Kapitänleutnant (OF2) vier Jahre.

## Reichsheer, Reichswehr und Wehrmacht

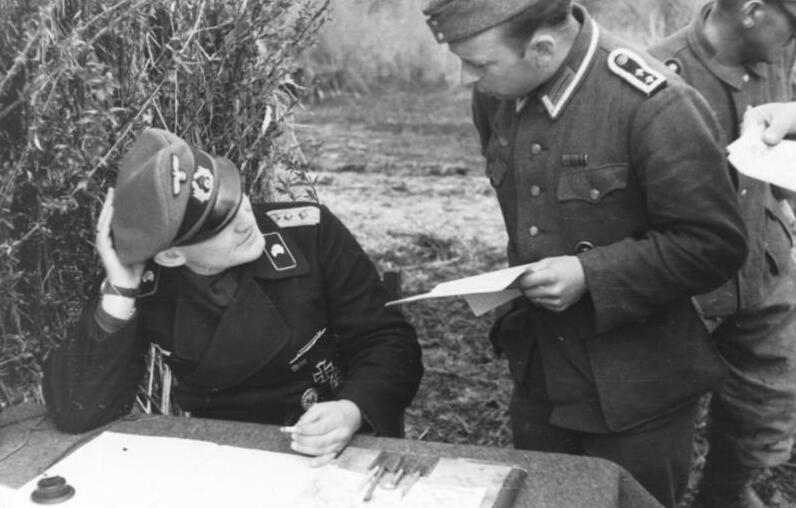
Hauptmann der Panzertruppe (links) mit Oberfeldwebel, Südrussland, April 1944.

In Reichsheer, Reichswehr und Wehrmacht war der Hauptmann ein eigenständiger Offiziersrang der Dienstgradgruppe der Hauptleute. Das Äquivalent bei der Kavallerie und bei bespannten Truppenteilen (z. B. Artillerie) war der Rittmeister. Im NS-Ranggefüge entsprach dieser Dienstgrad dem Kapitänleutnant der Kriegsmarine beziehungsweise dem SS-Hauptsturmführer oder SA-Hauptsturmführer.
| Dienstgrad              |           |              |
| niedriger: Oberleutnant | Hauptmann | höher: Major |